# دائرة القرارة
دائرة القرارة دائرة من دوائر ولاية غرداية وعاصمتها القرارة. وتضم بلدية القرارة. عدد سكانها أكثر من 70 ألف نسمة، وهي ثاني أكبر بلدية من حيث السكان في ولاية غرداية.